# النقطة (حبيش)
النقطة

تعديل مصدري - تعديل

النقطة هي إحدى قرى عزلة الناحية بمديرية حبيش التابعة لمحافظة إب، بلغ تعداد سكانها 582 نسمة حسب تعداد اليمن لعام 2004.